# Marek Rosiak (1948–2010)

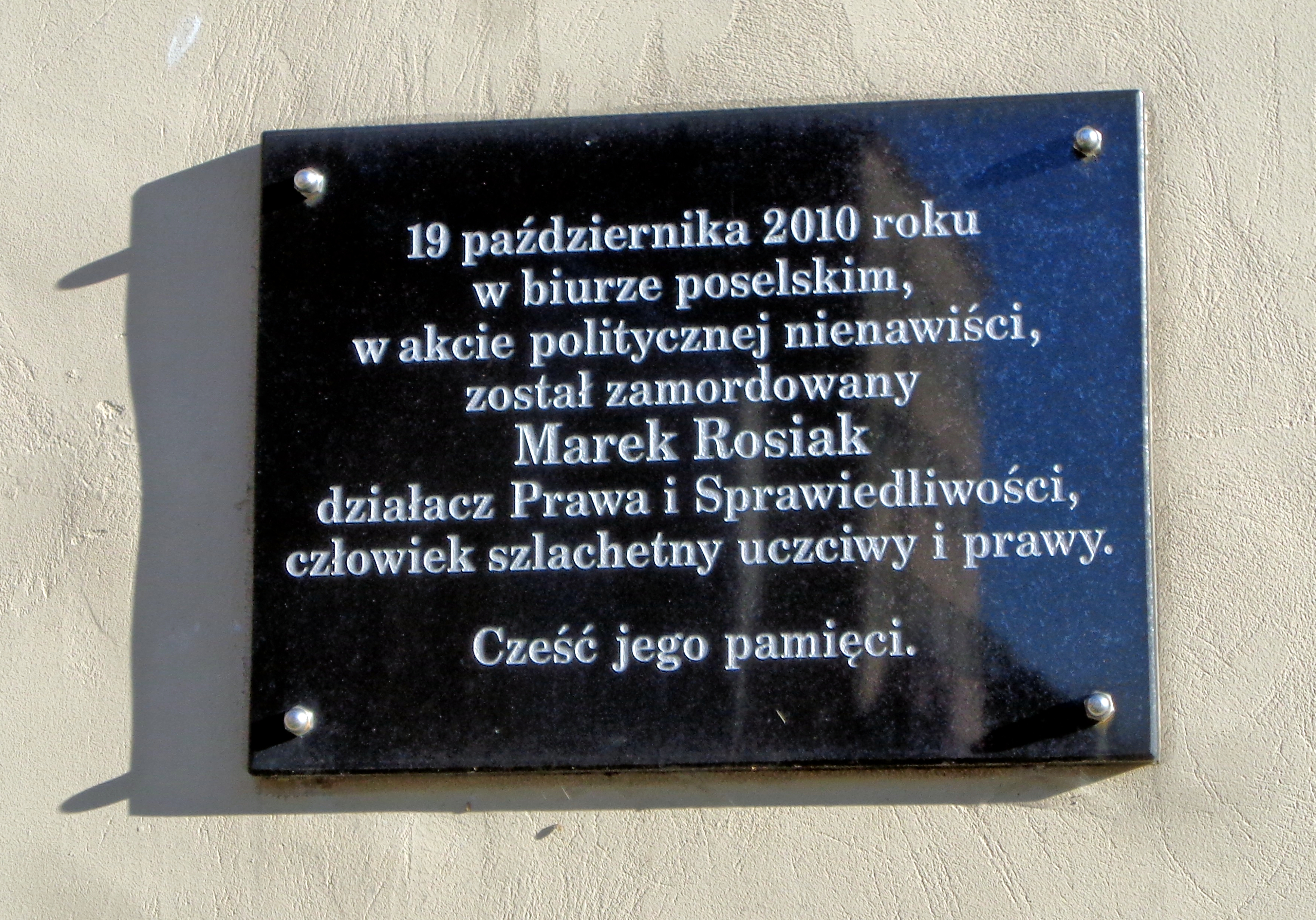
Tablica upamiętniająca zabójstwo Marka Rosiaka, Pasaż Schillera w Łodzi

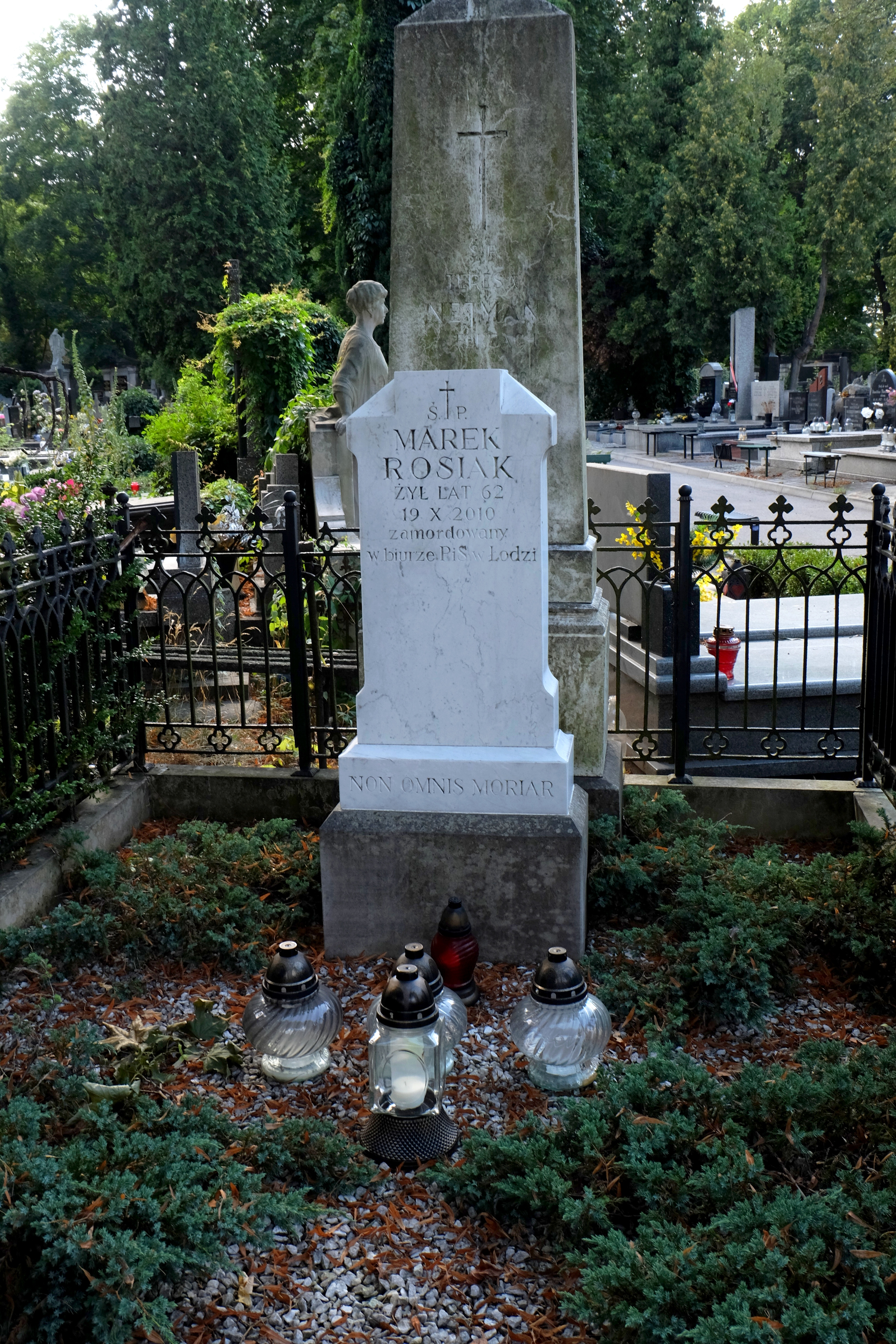
Grób Marka Rosiaka na Starym Cmentarzu w Łodzi

Marek Rosiak (ur. 1948, zm. 19 października 2010 w Łodzi) – polski polityk i marszand.

## Życiorys
Był działaczem pierwszej „Solidarności”. Podjął pracę w biurze poselskim Prawa i Sprawiedliwości w Łodzi. Od 2009 pełnił funkcję asystenta posła do Parlamentu Europejskiego Janusza Wojciechowskiego. Prywatnie kolekcjonował antyki, był marszandem. Był mężem byłej wiceprezydent Łodzi Haliny Rosiak, miał z nią syna.

### Okoliczności śmierci
19 października 2010 w biurze poselskim europosła Janusza Wojciechowskiego oraz posła na Sejm RP Jarosława Jagiełły, znajdującym się na pierwszym piętrze kamienicy mieszczącej się przy ulicy Henryka Sienkiewicza 61 w Łodzi, został zabity przez Ryszarda Cybę strzałami z broni palnej.
Pośmiertnie został odznaczony Krzyżem Kawalerskim Orderu Odrodzenia Polski przez prezydenta RP Bronisława Komorowskiego „za wybitne osiągnięcia w działalności zawodowej i społecznej podejmowanej w służbie państwu i społeczeństwu”. 28 października 2010, po mszy św. w archikatedrze łódzkiej został pochowany na Starym Cmentarzu w Łodzi, w części rzymskokatolickiej. W pierwszą rocznicę śmierci Marka Rosiaka 19 października 2011 została odsłonięta tablica upamiętniająca jego osobę na budynku biura poselskiego PiS w Łodzi, gdzie doszło do zamachu.

## Upamiętnienia w kulturze
- Andrzej Tadeusz Kijowski: Elegia dla Marka Rosiaka[10]